# Djasr Kasentina
Djasr Kasentina là một đô thị thuộc tỉnh Alger, Algérie. Dân số thời điểm năm 2002 là 82.729 người.